# Данаи-Магдалини Куманаку
Дана́и-Магдалини́ Кумана́ку (на гръцки: Δανάη-Μαγδαληνή Κουμανάκου) е гръцка дипломатка.

## Биография
Завършва социология в Париж и „Политически науки“ в Атина. Постъпва като кариерна дипломатка в Министерството на външните работи на Гърция през 1979 г. Зад граница заема длъжностите консул, генерален консул, както и посланик в България (2006 – 2011) и в Русия – от април 2013 година.